# Bolesław III. (Płock)

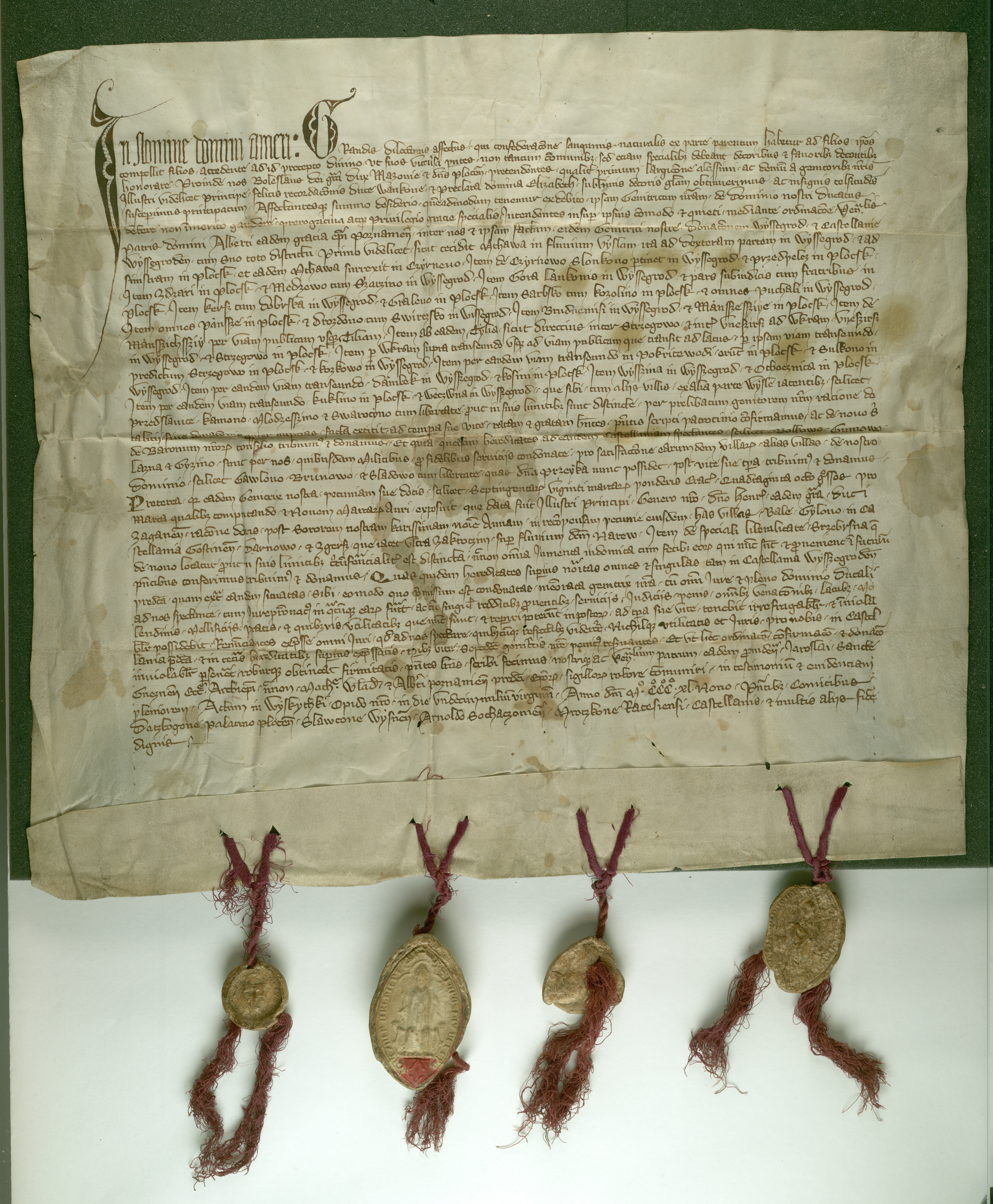
Urkunde von Bolesław III.

Bolesław III. (poln. Bolesław III. płocki; * 1322 bis 1330; † 20. August 1351) war ein Herzog in Masowien, ab 1336 in Siemowit III. Fürst von Płock, ab 1345 Fürst von Wizna und Sochaczew. Seit 1336 war er vom Königreich Böhmen lehensabhängig. Er entstammte dem Adelsgeschlecht der masowischen Piasten.

## Leben
Bolesław war der Sohn von Herzog Wacław von Płock († 1336) und der lithauischen Prinzessin Elisabeth von Litauen, der Tochter von Gediminas. Bis zu seiner Volljährigkeit wurden die Regierungsgeschäfte von seinen Cousins Siemowit II. und Trojden I. besorgt. Siemowit II. vermachte ihm 1345 Wiznia und Sochaczew. Er huldigte den Luxemburgern Johann von Böhmen und Karl IV. und erkannte sie als seinen Lehensherrn an. 1351 nahm er an einem Feldzug Kasimir IV und Ludwig I. gegen Kęstutis von Litauen teil. Hierbei fand er den Tod.

## Ehe und Familie
Herzog Bolesław war nicht verheiratet und hatte keine Kinder. Nach seinem Tod wurde er in der Kathedrale von Płock begraben. Das Herzogtum Płock ging an die polnische Krone und die Herzogtümer Gostynin und Sochaczew an seine Neffen Siemowit III. und Kasimir I. Sie leisteten der polnischen Krone den Lehenseid. Karl IV. verzichtete 1360 auf dem Reichstag zu Nürnberg auf die masowischen Lehen.